# オブレーション・ラン

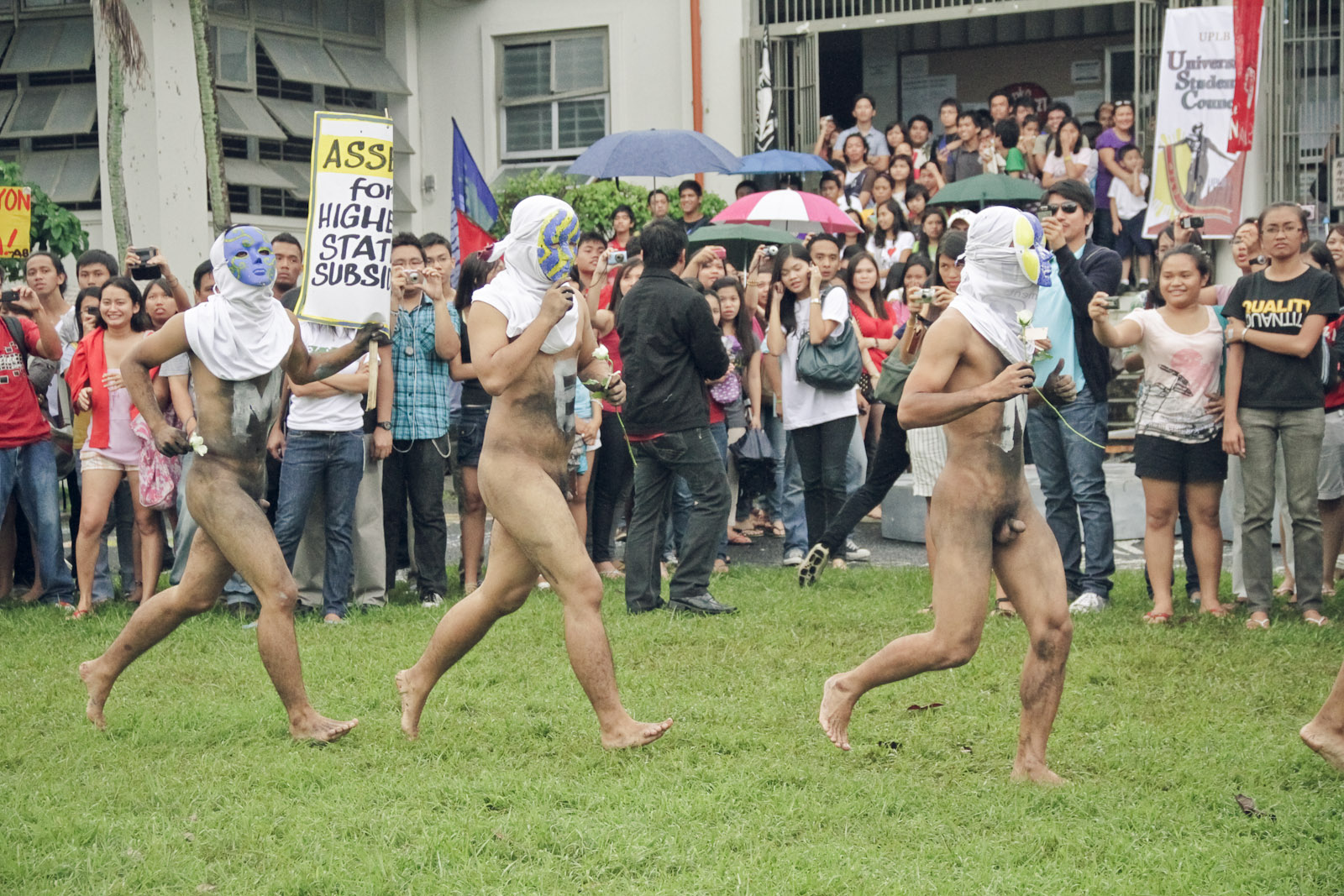
フィリピン大学ロス・バニョス校で開催されたオブレーション・ラン（2010年）

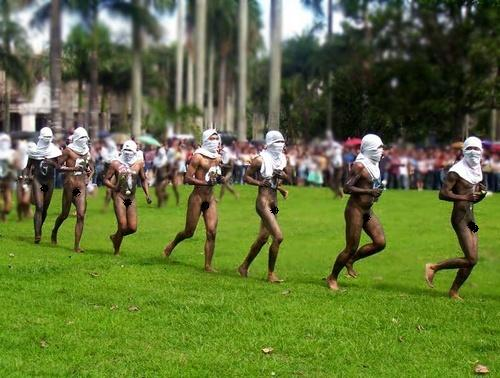
オブレーション・ラン（2004年）

オブレーション・ラン（英: Oblation Run, 別名Ritual Dance of the Brave）は、フィリピンの複数の大学で学生団体アルファ・ファイ・オメガ(APO)の支部が開催している行事である。名称はフィリピン大学の象徴となっている裸像「オブレーション」に由来し、参加者は全裸に顔を仮面で隠しただけの姿で学内外を走りながら、社会問題を訴える。1970年代に開始され、毎年12月に開催される恒例の行事となっているが、女性の参加が控えられていることと裸の露出は批判の対象ともなっている。

## 行事

### 概要
オブレーション・ランはアルファ・ファイ・オメガ(APO)が1925年12月16日に設立されたことを記念し、毎年12月16日に開催される。ただしこの日が週末にかかった場合は開催日が変更されることもある。またAPOのフィリピンにおける記念の月である3月や、各支部、所属大学の記念日などに特別に開催されることもある。
参加者は、仮面で顔を隠しただけの全裸となり、学内外を走る。性器を覆う葉っぱを付けていることもある。また手にはバラを持っており、観衆にバラを配る。参加者はAPO会員の志願者である。一部で新入生が強制参加させられるとの誤解もあるが、事実ではない。
オブレーション・ランは社会問題に対する抗議を目的としており、ジョセフ・エストラーダ大統領の退陣、マギンダナオ大量虐殺事件や司法試験爆発事件といった事件の究明要求がテーマとして取り上げられている。

### 見学者
各学校の見学者の数は多く、参加が控えられている女性が中心である。また、カメラやスマートフォンで写真に残す人もいる。

## 歴史
アルファ・ファイ・オメガ(APO)は1925年12月16日、アメリカ合衆国ペンシルベニア州イーストンのラファイエット大学で設立されたフラタニティである。フィリピンでは1950年3月2日にマニラのファーイースタン大学において最初の支部が設立され、1953年2月10日にはフィリピン大学ディリマン校にイータ支部が設立された。フィリピン大学は1908年6月に設立された国立大学である。ディリマン校は大学でも基幹施設に位置付けられ、学生運動が盛んなことでも知られている。
オブレーション・ランの名称の由来ともなったオブレーション像は、1939年にフィリピン大学マニラ校に設置された裸の男性像である。当初は全裸であったが、ホルヘ・バコボ総長期(1934–1939)に性器を覆うイチジクの葉が付け加えられた。この像はフィリピン大学各校にあり、大学を象徴するものとなっている。

### 起源
オブレーション・ランの起源については諸説あるが、開始された年を1977年とする点ではおおむね一致が見られる。
ディリマン校のAPO支部ウェブサイトに掲載された1996年の記事によれば、オブレーション・ランはAPOが出資した演劇『Hubad na Bayani』（タガログ語で「裸の英雄」を意味する）の宣伝のため、氏名不詳のあるAPO会員が裸で学内を走り回ったことから始まったという。この作品はその数箇月前に騒ぎに巻き込まれて死亡したAPO会員のRolly Abadに捧げられた。宣伝行動が効果をあげたことから、APOは毎年APOの記念日である12月16日にオブレーション・ランを実施することにした。GMAネットワークもニュースサイトで同様の経緯を紹介している。
フィリピン大学バギオ校の学生新聞『Oble』が伝える話はこれと異なっている。同紙2011年の記事によれば、最初に走ったのはRolly Abad自身で、マルコス政権が戒厳令下で行った人権侵害を描いた演劇『Hubad na Bayani』が政権によって禁じられたことに抗議する目的だったという。Rolly Abadはその数箇月後に騒ぎに巻き込まれて死亡、APOはこの会員を記念して毎年オブレーション・ランを実施するとともに、その時々の社会や政治に関する問題を訴えていくことにした。
一方『フィリピン・デイリー・インクワイアラー』に掲載されたAPO会員Menggie Cobarrubiasの証言によれば、オブレーション・ランは「マルコス独裁下で自分が出演する演劇『Hubad na Bayani』が禁止された際にいたずらとして始めた」のだという。演劇は当時の政権を風刺する内容であった。
さらにAP通信は全く異なる経緯を紹介している。記事を書いたOliver Tevesによれば、オブレーション・ランは抑圧された農園労働者を描いた映画『Hubad na Bayani』の宣伝として始まったとされる。『Oble』の説同様、この説でも映画はマルコス政権によって禁止された、と説明されている。インターネット・ムービー・データベースも『Hubad na Bayani』をRobert Arevaloが監督した1977年の映画作品として掲載し、この映画は1978年にGawad Urian賞を受賞したとされる。
以降、この行事はバギオ校、ロス・バニョス校、マニラ校、ビサヤ校などフィリピン大学の他のキャンパスや、フィリピン工芸大学やファーイースタン大学、ブラカン国立大学といったフィリピン大学以外の大学でも行われるようになっている。

### 裸の女性の参加
2005年12月、ディリマン校のオブレーション・ランに韓国人と伝えられる2人の全裸（乳房やお尻を丸出しにした状態）の女性が現れ、参加者30名の後について走り出すことがあった。2人は仮面で顔を隠し、女性の権利を主張する文言の書かれた紙で下半身の女性器（幼児語または俗語で主にまんこといわれる部分）を前貼りの代わりに覆った姿で走り、撮影者に向かってポーズをとった後、車に乗り込んで足早に立ち去った。これはオブレーション・ランに女性が参加した最初の事例である。しかし、2人はAPOの会員ではなく、APO側は2人が会員の行事に乱入したことに対して不快感を示した。

### 創立百年記念大会
2008年6月18日、フィリピン大学百年祭に際しオブレーション・ランが開催され、APO会員100人がディリマン校の周囲半マイルを走った。これはオブレーション・ランの歴史の中でも最多の参加人数であった。参加者は午前11時（フィリピン標準時）にビンソンスホールを出発し、大学本部のあるケソンホール前のオブレーション像へ向かって走った。参加者は「人民に奉仕せよ」といった文言、あるいは教育に対する政府の補助金拡大、当時のフィリピン大統領 グロリア・マカパガル・アロヨの退陣を要求するスローガンの書かれたプラカードを掲げて走った。観衆の中にはマカティ市長で、後にフィリピン副大統領となったAPOの先輩会員ジェジョマール・ビナイも加わっていた。

## 性器の露出に対する批判
2009年3月、上院議員のアキリノ・ピメンテル・ジュニアは「男性器の無遠慮な露出」「社会規範をないがしろにする行為」としてオブレーション・ランを批判した。ピメンテルはオブレーション・ランが子供から老人まで含まれる観衆の目に触れる公開行事である点を指摘し、この行事は改正刑法で禁じられた露出行為にあたり、さらには女性差別でもあると主張した。ピメンテルの主張にカトリック教会も同調した。タグビララン司教のLeonardo Medrosoはオブレーション・ランが「悪質」「倫理の欠如」であると述べた。司教はピメンテルと同様に、純真な子供が観衆に含まれていることに懸念を示し、「裸体を見せなくとも、もっと上品な手段で同じことができるはずだ」と主張した。リンガエン・ダグパン大司教のオスカー・V・クルスもこの見解を支持した。ピメンテルはオブレーション・ランが法に反しているかどうかに関する調査を要求し、大学当局も含め、果たすべき義務を果たさなかった者を追及していくと述べた。
2010年にはデ・ラ・サール・アラネタ大学の大学司祭、サルバドール・クルチェットが学生のオブレーション・ランを禁止した。司祭はカトリック校の学生が裸で町を練り歩くことは、地域に信者の価値観を示すことにならない、と禁止の理由を述べた。同大学のAPO支部はその2年前にも支部50周年を記念したオブレーション・ランをマラボン市の許可を得て実施しており、特に問題は起きていなかった。しかし支部は禁令に従ってオブレーション・ランを中止し、代わりに昼食会を実施した。
またマニラで司法試験が実施される際には、受験するAPO会員の応援のため会場周辺のタフト・アベニューでオブレーション・ランが行われるのが通例となっていたが、無用な騒音とその卑猥さに苦情が出ているとして2008年に禁止された。